# Katamenes caffer
Katamenes caffer är en stekelart som först beskrevs av Carl von Linné 1767.  Katamenes caffer ingår i släktet Katamenes och familjen Eumenidae. Inga underarter finns listade i Catalogue of Life.